# Hilda Bongertman
Hilda Bongertman (Den Haag, 3 april 1913 - Amsterdam, 18 mei 2004) was een Nederlandse stewardess en schrijfster. Ze was de eerste stewardess van de KLM, en was een nationale bekendheid. Ze was voor en tijdens de Tweede Wereldoorlog actief in de NSB en de SS, hetgeen tot gevolg had dat ze als fout persoon al snel in de vergetelheid raakte na de oorlog.

## Loopbaan
Bongertman, dochter van een sigarenwinkelier uit Bussum,  volgde na de huishoudschool de opleiding tot leerling-verpleegster en was vervolgens werkzaam in het Larense verpleegtehuis Fjedo en in particuliere dienst. Zij streefde een betrekking als vliegenierster na, maar dat was een veel te dure opleiding en het was bovendien niet weggelegd voor een vrouw in de jaren 1920. Vanaf 1935 begon de KLM naar Amerikaans voorbeeld stewardessen aan te nemen. Bongertman solliciteerde en werd aangenomen. Zo werd zij uiteindelijk de eerste stewardess van de KLM. Op 9 december 1936 overleefde zij een vliegtuigcrash van de KLM toen het vliegtuig De Lijster neerstortte op Croydon Airport in Engeland. Hierna werd zij benoemd tot de chef stewardess van de KLM. Vlak voor het ongeluk had zij haar eerste boek gepubliceerd over haar ervaringen als stewardess onder de titel Schiphol! Uitstappen! met een voorwoord van Albert Plesman. Het werd uitgegeven door Scheltens & Giltay te Amsterdam.
Reeds in 1935 werd zij lid van de NSB⁣, maar door haar huwelijk met een Duitser kon ze voor de oorlog volgens de Wet Goseling niet langer lid blijven. Na mei 1940 werd dit verbod opgeheven en was zij wederom tijdens de Tweede Wereldoorlog lid van de Nationaal-Socialistische Beweging. Op verzoek van de Nenasu schreef zij in 1941-1942 een jeugdboek (Jeugd in de branding, een roman voor jonge menschen) in nationaalsocialistische geest. Zij was daarmee een van de weinigen die nationaalsocialistische jeugdliteratuur vervaardigde. In het boek besluiten twee Amsterdamse NSB'ers dienst te nemen bij de Waffen-SS. De bedoeling van haar boek was om bij de Nederlandse jongeren een beter begrip te kweken voor de NSB-jeugd.
Een saillant detail is, dat het NSB-hoofdkwartier haar tekst te weinig antisemitisch en anti-Engels vond. Zij kreeg van secretaris-generaal C.J. Huygen de opdracht het boek in die zin te herschrijven, hetgeen zij weigerde. Daarop verscheen het boek weliswaar in de oorspronkelijke vorm, maar Bongertman werd van het NSB-lidmaatschap vervallen verklaard. In juni 1943 liet ze weten aan een nieuwe roman te werken, De band die eeuwig bindt geheten. Dit boek is echter niet meer verschenen.
Tijdens de oorlog was ze tevens redactrice van het blad van het Nederlands Arbeidsfront Arbeid en in de Winterswijksche Courant schreef ze zonderlinge artikelen waaruit een fel pro-Duitse gezindheid sprak. Ook trad ze in Winterswijk als secretaresse in dienst van de NSB-burgemeester van Winterswijk.
Na de oorlog werd ze gedagvaard voor het oorlogstribunaal, en stond terecht tijdens de zitting van de 8ste Kamer van het Goois Tribunaal onder presidium van Mr. W. van Loon te Bussum. Hoewel haar raadsman verstek had laten gaan verzocht zij de rechtbank de zitting toch te laten doorgaan en voerde haar eigen verdediging. Haar werden vooral de publicaties in boeken en kranten verweten. Haar repliek was een mengeling van spijtbetuiging (zij verklaarde schuldig te zijn aan het haar ten laste gelegde) en verdediging waarin ze verklaarde "Ik zal het goedmaken wat ik verknoeide." Zij werd, mede omdat zij al enige tijd in interneringskampen (o.a. in Naarden en Weesp) had vastgezeten, in mei 1947 veroordeeld tot een boete van ƒ 7.000 en tijdelijk verlies van kiesrecht, maar niet meer tot een vrijheidsstraf.
Zij wilde na haar vrijlating weer bij de KLM terugkeren, maar daar was ze als ex-NSB'er niet meer welkom. Om niet met haar verleden geconfronteerd te hoeven worden gebruikte ze vaak de achternaam van haar ex-man, Heuser. Ze werkte onder andere als directiesecretaresse bij de Amstelbrouwerij.

## Meer informatie
- Ingrid van der Chijs. Luchtmeisjes: verzet en collaboratie van twee stewardessen, 2012, ISBN 9789038894348
- Radio-documentaire Luchtmeisjes[dode link]

- Biografisch Portaal: 00422257
- Digitale Bibliotheek voor de Nederlandse Letteren: bong008
- Gemeinsame Normdatei: 127604278
- International Standard Name Identifier: 0000 0000 1837 2460
- Library of Congress Control Number: nb2012025722
- Nederlandse Thesaurus van Auteursnamen: 071827161
- Virtual International Authority File: 20709604
- WorldCat: E39PBJrwWdRkDdHbhwTQM9mfMP

 Portaal: Fascisme en nationaalsocialisme in Nederland · Fascisme · Nationaalsocialisme